# Piotr Szujski
Piotr Iwanowicz Szujski (ros. Пётр Иванович Шуйский, zm. 1564) – rosyjski kniaź, syn Iwana Wasylewicza Szujskiego. Uczestnik wypraw kazańskich 1547–1548, namiestnik pskowski w latach 1550–1552, namiestnik i wojewoda swijażski w latach 1552–1553, namiestnik kazański w latach 1553–1557. Brał udział w wojnie z Litwą; od 1563 był namiestnikiem połockim.
26 stycznia 1564 „sławny z cnót wojskowych” kniaź prowadził swe wojsko ku miejscu koncentracji wyznaczonej pod Orszą. W drodze jednak „jakby od losu zaślepiony, okazał zadziwiającą nieostrożność: szedł bez żadnego porządku z tłumami nieuzbrojonymi, broń wieziono na saniach, na przodzie straży nie było, przez co pod Czaśnikami wpadł w zasadzkę i swoją nieostrożność życiem przypłacił”. Kniaź zginął w czasie ucieczki z pola bitwy. Ciało kniazia według różnych wersji znaleziono w studni z przestrzeloną lub z obciętą przez jakiegoś chłopa głową. Zwłoki Szujskiego zostały przewiezione do Wilna, gdzie „z uczciwością stanowi jego przyzwoitą” zostały pogrzebane.
Piotr Iwanowicz Szujski miał dwóch synów: Iwana Piotrowicza, również wojskowego, oraz Nikitę Piotrowicza, który został zasztyletowany w 1571.